# Barragem de Ribafeita
A Barragem de Ribafeita é barragem sobre o rio Vouga situada na freguesia de Ribafeita, município de Viseu, em Portugal. A Barragem alimenta uma central hidroelétrica de baixa potência ("mini-hídrica") de tipo uma hidroelétrica a fio de água.
A sua albufeira inunda uma área de 2 ha e tem uma capacidade de 0,1 hm3. A central hidroelétrica tem uma potência máxima de 0,9 MW.